# Hans Wind

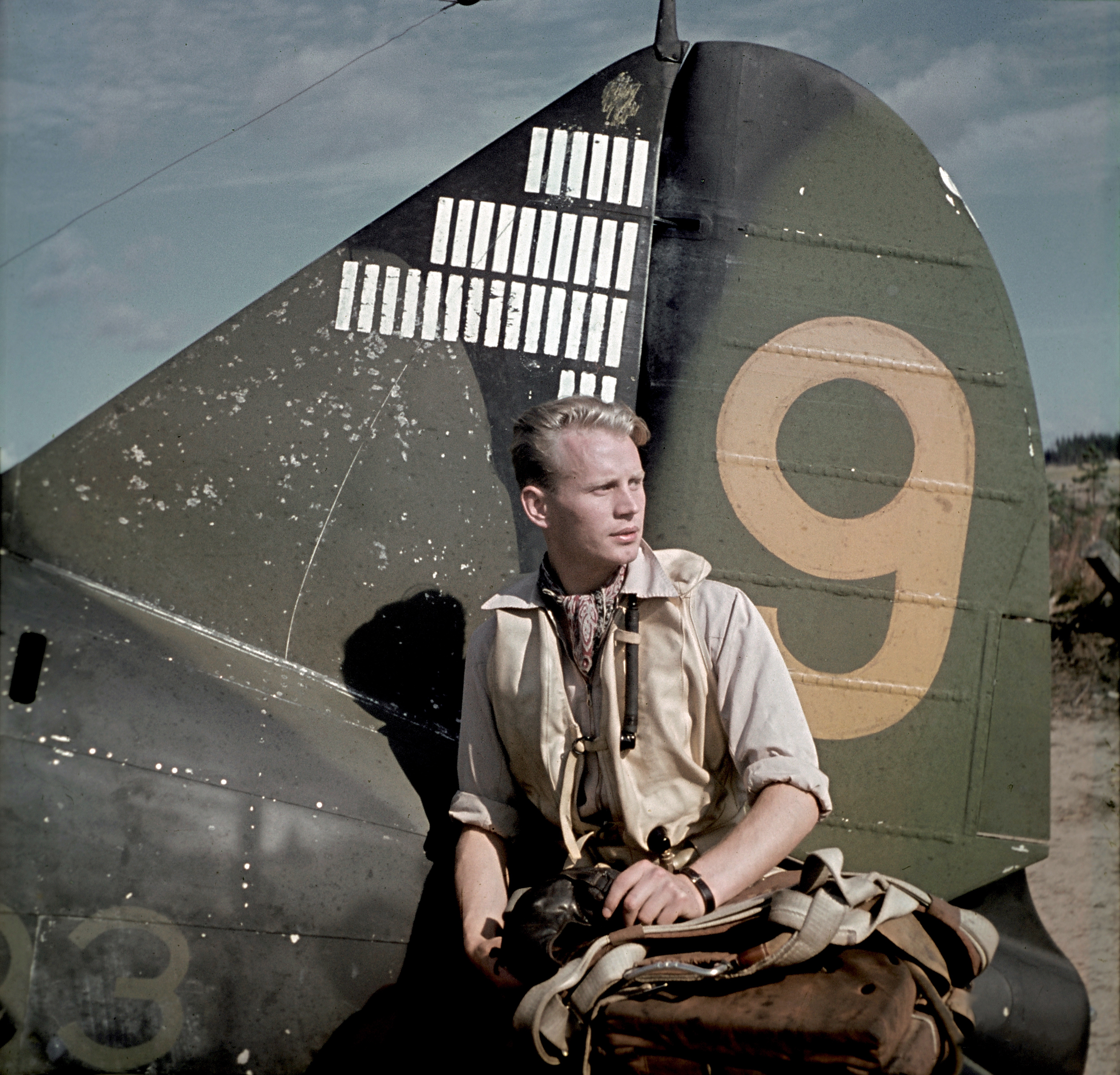
Hans Wind (1943)

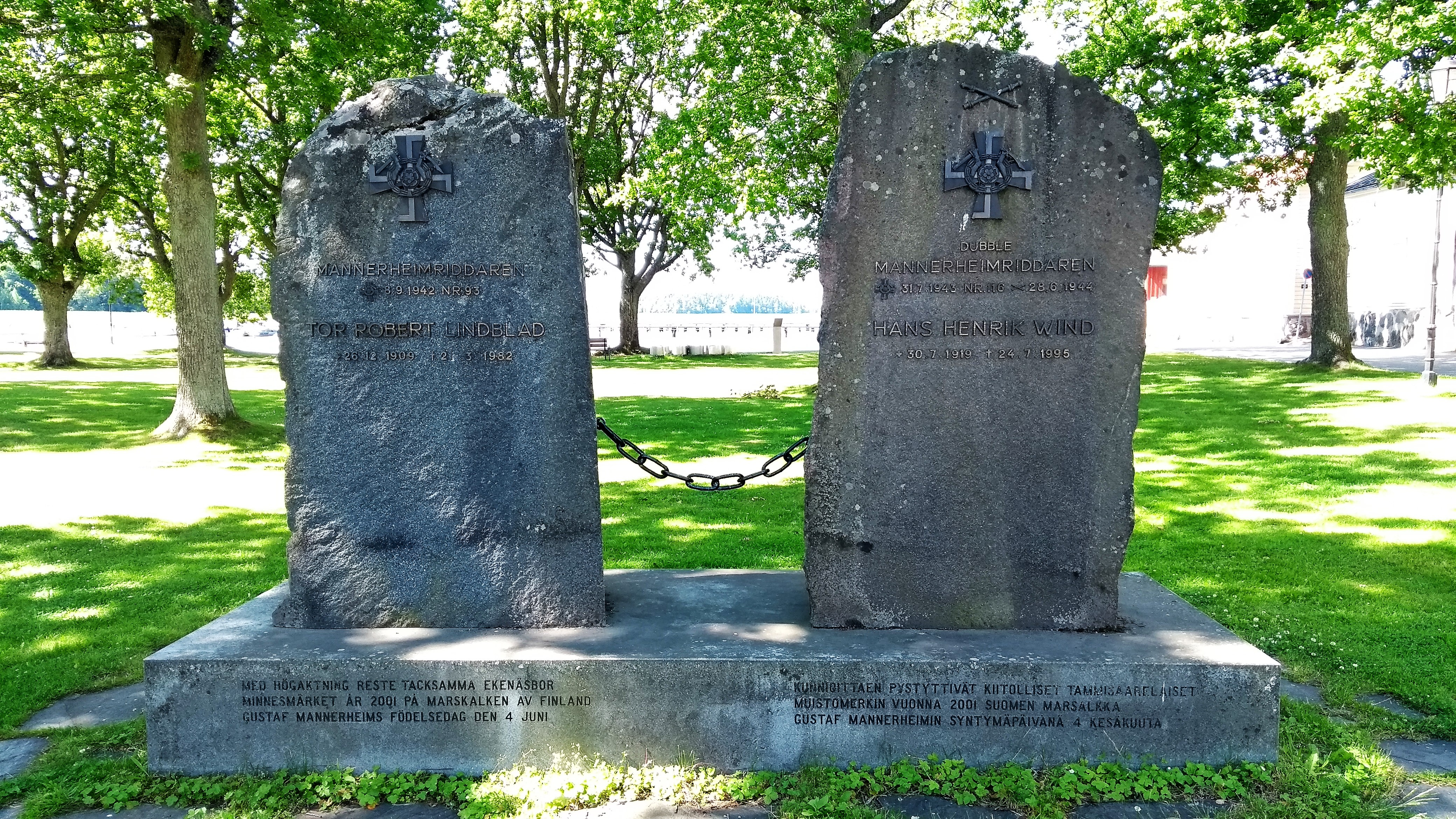
Gedenkstein von Hans Wind und Tor Lindblad in Ekenäs, Finnland

Hans Henrik „Hasse“ Wind (* 30. Juli 1919 in Ekenäs, Finnland; † 24. Juli 1995 in Tampere) war ein finnischer Jagdflieger im Zweiten Weltkrieg. 
Hauptmann Hans Henrik Wind flog von August 1942 bis zum 28. Juni 1944 Einsätze im Zweiten Weltkrieg (Flugzeuge: Brewster Buffalo (B-239), ab April 1944 Bf 109 G (MT-201 und MT-439)). Am 4. Juni 1942 begleitete Hans Wind Adolf Hitler in einer Fliegereskorte von vier Flugzeugen, als dieser dem finnischen Feldmarschall Mannerheim zu seinem Geburtstag gratulieren wollte. Aus diesem Grund wurde Hans Wind am 6. April 1943 vom Reichsmarschall Göring das Eiserne Kreuz 2. Klasse verliehen.
Bis zum Sommer 1943 erreichte er 33 ½ persönliche Abschüsse. Für diese Verdienste ernannte ihn der finnische Marschall Mannerheim am 31. Juli 1943 zum Mannerheimritter 2. Klasse des Ordens des Freiheitskreuzes (Mannerheim-Kreuz). Insgesamt erreichte er 75 Luftsiege, nach Ilmari Juutilainen mit 94 Siegen die zweithöchste Zahl, die ein finnischer Pilot erreicht hat.
Am 28. Juni 1944 erhielt Kapitän Wind zum zweiten Mal vom finnischen Marschall Mannerheim das Mannerheimkreuz 2. Klasse des Ordens des Freiheitskreuzes verliehen. Er ist somit einer von insgesamt 191 finnischen Soldaten, die diese Auszeichnung erhielten, und einer von nur vier, die sie zweimal erhielten („doppelter Mannerheim-Kreuzritter“).